# Francisco Xavier de Távora
D. Francisco Xavier de Távora (13 de abril de 1687 – ?) foi um administrador colonial português.

## Biografia
Filho do 2.º Marquês de Távora. Foi governador do Rio de Janeiro, de 1713 a 1716. Ordenou a exploração do território rio-grandense, conduzida por João de Magalhães.